# Ángel Galván
Ángel Galván Rivero (Santa Cruz de Tenerife, España, 16 de abril de 1993) es un futbolista español que juega como portero en el C. A. Pulpileño de la Segunda División RFEF.

## Trayectoria
En el año 2006 se incorpora a las categorías inferiores del Club Deportivo Tenerife procedente de A. D. Laguna, en categoría infantil. A lo largo de esos años pasa por toda la cadena de filiales del club, siendo titular indiscutible en la portería. En su último año en la categoría División de Honor Juvenil, consigue eliminar al Real Madrid Club de Fútbol junto a su equipo en la Copa del Rey Juvenil, siendo protagonista en el partido de vuelta atajando un penalti lanzado por el delantero Raúl de Tomás. Fueron eliminados en la siguiente ronda por el Club Atlético de Madrid, club donde militaba la futura estrella rojiblanca Oliver Torres. En ese equipo figuraba la también promesa blanquiazul Ayoze Pérez. Fruto de esa exitosa temporada, se gana el interés del Club Atlético de Madrid en incorporarse a sus filas, operación que no llega a fructificar y continua su trayectoria en las filas blanquiazules.
En el verano del año 2013, se formaliza la cesión al filial del Getafe C. F. bajo las órdenes de José Francisco Molina en la Segunda División B española, partiendo de titular y disputando un total de 21 partidos, marcado por una temporada irregular donde el equipo estuvo a punto de descender y se destituyó al técnico José Francisco Molina. En esa misma temporada consiguió la convocatoria como portero suplente para el partido de Copa del Rey que enfrentaba al Getafe C. F. y al F. C. Barcelona.
En el verano del año 2014, sale cedido al Racing Club de Ferrol, con la intención de disputar la titularidad con el guardameta Ian Mackay. Tras una larga temporada, donde el Racing Club de Ferrol cae eliminado en la segunda ronda del playoff de ascenso a Segunda División, consigue disputar dos encuentros oficiales en Segunda División B y dos partidos oficiales en la Copa del Rey, cuajando buenas actuaciones en cada uno de sus partidos.
Tras estas dos cesiones consecutivas, vuelve al Club Deportivo Tenerife en el año 2015 integrado en la dinámica la primera plantilla y disputando sus partidos en el filial de la Tercera División. Ese mismo año en el mes de diciembre sufre una lesión con fractura de los huesos del pómulo en un partido frente a Las Palmas Atlético tras un codazo de un defensa rival, teniendo que estar dos meses de baja.
Finalizada la temporada 2015-16 defendiendo la portería del filial blanquiazul, logró ser el tercer portero menos goleado de la categoría, ocupando un meritorio quinto puesto vista la irregularidad del equipo en el desarrollo de la competición.
En la campaña 2016-17, la última en su trayectoria en el filial del Club Deportivo Tenerife, logra el campeonato de Tercera División del grupo 12 con su equipo, siendo el portero menos goleado con un total de 15 goles encajados en 34 partidos jugados. En la eliminatoria de ascenso a la 2.ª división B de los campeones de grupo de Tercera División, cae frente al Internacional de Madrid, teniendo que jugarse el ascenso por la vía más larga de la competición. Finalmente, cae en la siguiente eliminatoria frente a la Sociedad Deportiva Ejea por un global de 1-4.
El 12 de junio de 2018, el director deportivo del Club Deportivo Tenerife, Alfonso Serrano anunció que se incorporaba a la primera plantilla como profesional para el inicio de la competición 2018-19 de la Segunda División. El 13 de agosto de 2018 el Club Deportivo Tenerife oficializó la firma como profesional y anunció que llevaría el dorsal número 13 dentro de la plantilla profesional. El 10 de enero de 2020 se desvinculó del Tenerife de mutuo acuerdo tras su falta de participación en la portería tinerfeña.
Un mes después de abandonar el conjunto isleño se incorporó al C. F. Rayo Majadahonda.

## Clubes
| Club                   | País   | Año       |
| ---------------------- | ------ | --------- |
| Getafe C. F. "B"       | España | 2013-2014 |
| Racing Club de Ferrol  | España | 2014-2015 |
| C. D. Tenerife "B"     | España | 2015-2018 |
| C. D. Tenerife         | España | 2018-2020 |
| C. F. Rayo Majadahonda | España | 2020      |
| C. D. Marino           | España | 2020-2021 |
| C. A. Pulpileño        | España | 2022-     |